# Mu-ho-tua
Mu-ho-tua o Tu-lo-pien fou kan dels turcs orientals. Només va regnar uns mesos (587 o 588) i després va morir i lo va succeir com a kan Tu-lan.